# Sassetta
Sassetta là một đô thị ở tỉnh Livorno ở vùng Toscana, có khoảng cách khoảng 90 km về phía tây nam của Firenze và khoảng 50 km về phía đông nam của Livorno. Tại thời điểm ngày 31 tháng 12 năm 2004, đô thị này có dân số 553 người và diện tích là 26,6 km².
Sassetta giáp các đô thị: Castagneto Carducci, Monteverdi Marittimo, Suvereto.